# Raphana

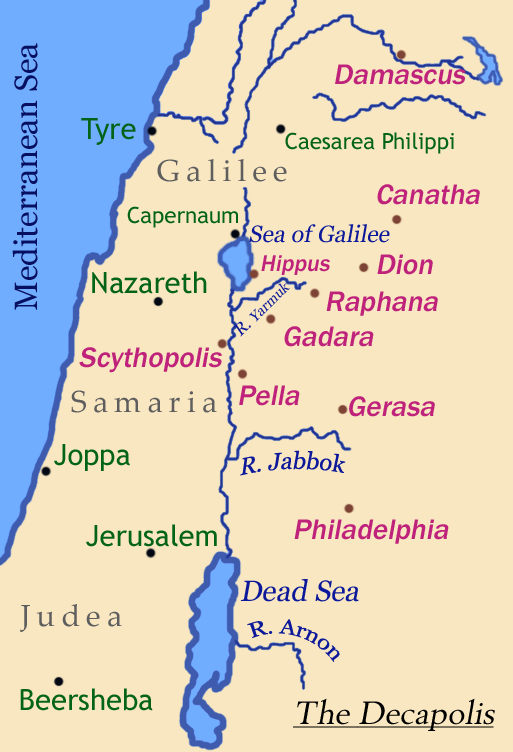
Mapa de la Decàpolis que mostra la ubicació de Raphana

Raphana també coneguda com a Abila, en l'actualitat al nord del Jordània, va ser una de les ciutats que conformaven la confederació de la Decàpolis, encara que Plini no esmenta aquest nom, ni tampoc Damasc.
Es considera que es trobava al nord de Gàdara, a la plana d'Abilene. La ciutat va ser camp base de les legions romanes Legió III Gallica i la Legio XII Fulminata.